# (6631) Pyatnitskij
(6631) Pyatnitskij es un asteroide perteneciente al cinturón de asteroides, región del sistema solar que se encuentra entre las órbitas de Marte y Júpiter, descubierto el 4 de septiembre de 1983 por Liudmila Zhuravliova desde el Observatorio Astrofísico de Crimea (República de Crimea).

## Designación y nombre
Designado provisionalmente como 1983 RQ4. Fue nombrado en memoria de Mitrofan Efimovich Pyatnitskij (1864-1927), quien fue fundador del Coro Nacional Ruso, intérprete y coleccionista de canciones populares rusas, y Artista Emérito de Rusia (1925).

## Características orbitales
Pyatnitskij está situado a una distancia media del Sol de 2,469 ua, pudiendo alejarse hasta 2,838 ua y acercarse hasta 2,101 ua. Su excentricidad es 0,149 y la inclinación orbital 7,142 grados. Emplea 1417,41 días en completar una órbita alrededor del Sol.

## Características físicas
La magnitud absoluta de Pyatnitskij es 13,36. Tiene 14,336 km de diámetro y su albedo se estima en 0,044. 